# 藤原健太
藤原 健太（ふじわら けんた、1992年1月24日 - ）は、日本のラグビー選手。

## プロフィール
- ポジションはウィング(WTB)。
- 身長 179cm、体重 91kg
- 7人制日本代表に選出されたことがある[1]。

## 略歴
2010年、東洋大牛久高校卒業後、日本体育大学に入る。なお東洋大牛久高校時代は花園とは無縁であった。なお日本体育大学時代、U20アジアセブンズトーナメントに出場した。
2013年、日本体育大学ラグビー部の主将に就任した。
2014年、日本体育大学卒業後、釜石シーウェイブスに加入。同年10月21日に行われたトップイーストリーグDiv.1の第4節日本IBMビッグブルー戦に先発出場で公式戦初出場を果たす。
2017年、釜石シーウェイブスを退団した。